# Kutorejo (Bagor)
Kutorejo is een bestuurslaag in het regentschap Nganjuk van de provincie Oost-Java, Indonesië. Kutorejo telt 1729 inwoners (volkstelling 2010).